# Závětrné Antily

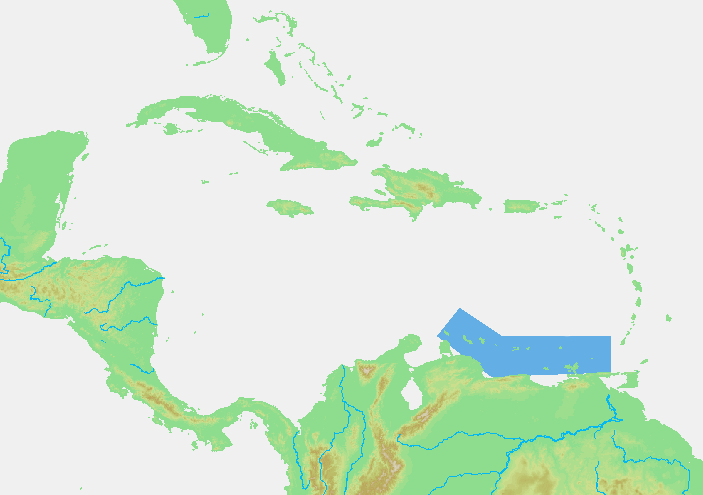
Závětrné Antily na mapě

Závětrné Antily (anglicky Leeward Antilles) je pás ostrovů v Karibiku, jedná se o jihozápadní větev Malých Antil, leží blízko pobřeží Venezuely.
Závětrné Antily se skládají z těchto ostrovů a souostroví:
- Aruba (Nizozemské království)
- Bonaire (Nizozemské království)
- Curaçao (Nizozemské království)
- Isla de Margarita (venezuelský stát Nueva Esparta)
- ostrovy a souostroví venezuelských federálních dependencí
  - Los Monjes